# 2019年山形地震
2019年山形地震(日语：／ yamagataken oki jishin ?)是指2019年6月18日发生于日本山形县近海的一场地震。该次地震震中位于北纬38.6度，东经139.5度，震级为Mj 6.7级、MW 6.4级，震源深度约14千米，最大震度6强。受该次地震影响，日本气象厅时隔约2年半（938天）后再次发布海啸注意警报。该次地震也是自有记录以来，第一次震中位于山形县近海的最大震度达到5弱及以上的地震。

## 发生背景

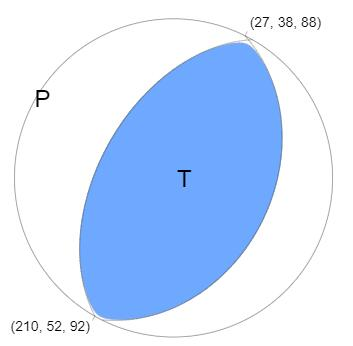
美国地质调查局制作的2019年山形地震震源机制解

本州岛西北部位于日本海东缘。自有历史记录以来，在山形县境内造成震害的地震主要都是震中位于日本海东缘的浅震。如受到1833年庄内近海地震和1964年新潟地震影响，山形县西部遭受到了较大的破坏。该伸展构造内形成了一系列南北走向的伸展断层和相关盆地。该地区的地壳受到东西向挤压，与阿穆尔板块和鄂霍次克板块之间的聚合边界有关。正因这种应变，南北走向的伸展断层被逆向地重新激活。1964年新潟地震、1983年日本海中部地震和1993年北海道西南近海地震都是类似过程的结果。
根据美国地质调查局的解析，本次地震是一次逆断层型地震。日本气象厅的解析结果也为逆断层型。具体解析结果为西北西－东南东方向上产生压力轴的逆断层型事件。
此外，2019年山形地震是自2010年7月以来首次震中位于山形县近海的最大震度达到1以上的地震。该次地震也是自有记录以来，第一次震中位于山形县近海的最大震度达到5弱及以上的地震。

## 数据观测

### 紧急地震速报
日本气象厅于6月18日22时22分24.2秒观测到了地震波，并在5.2秒后推算出山形县庄内地方（北纬38.6度，东经139.7度）发生了Mj 6.1级地震，但并未算出预测烈度。监测到地震波7.3秒后，即22时22分31.5秒，日本气象厅自动推算出新潟县下越地方和山形县庄内地方将会遭受到烈度为5弱的震感，并对这两个地区发布了紧急地震速报。22时22分33.2秒，系统自动修订了震源信息。修订后的结果为震中位于山形县近海（北纬38.6度，东经139.5度），震级为Mj 6.8级。并由此推算出山形县庄内地方最大烈度可达6弱以上，新潟县下越地方可达5强以上，山形县村山地方可达5弱以上，山形县最上地方、山形县置赐地方、秋田县沿岸南部、新潟县佐渡岛、宫城县南部、福岛县会津地方、福岛县中通地方、宫城县北部、秋田县内陆南部、新潟县中越地方、岩手县内陆南部、福岛县滨通地方、宫城县中部、秋田县沿岸北部、岩手县内陆北部和新潟县上越地方可达4以上，并向之前未发布紧急地震速报的地区追加了紧急地震速报。

### 参数测定
日本气象厅原本于地震发生后测定该次地震发生于山形县近海（北纬38.6度，东经139.5度），震级为Mj 6.8级，震源深度约为10千米。但在翌日将震级下调至了6.7级，并将速报值的震源深度修订为14千米。
此外，山形县庄内地方观测到了等级为3的长周期地震动。宫城县北部、山形县村山地方和新潟县下越地方观测到了等级为2的长周期地震动。而自北向南从青森县一直到千叶县均有地方观测到了等级为1的长周期地震动。

### 各地震度
以下列出观测到震度5弱以上的地區。
| 震度 | 都道府縣 | 市区町村             |
| ---- | -------- | -------------------- |
| 6強  | 新潟縣   | 村上市               |
| 6弱  | 山形縣   | 鶴岡市               |
| 5弱  | 新潟縣   | 長岡市 柏崎市 阿賀町 |
| 5弱  | 山形縣   | 酒田市 大藏村 三川町 |
| 5弱  | 秋田縣   | 由利本莊市           |

## 海啸
地震发生后，日本气象厅于22时24分对山形県、新潟県上中下越、佐渡、石川県能登发布了海啸注意警报，预计在上述地方会有最高达1m的海啸袭来。这是日本气象厅时隔约2年半（938天）后再次发布海啸注意警报。最终，在新潟县新潟港观测到10cm的海啸，此外在新潟县粟島、山形县酒田、石川县轮岛港观测到仅数厘米的微弱海啸波。日本气象厅于19日1时2分解除海啸注意警报。

## 震害情况

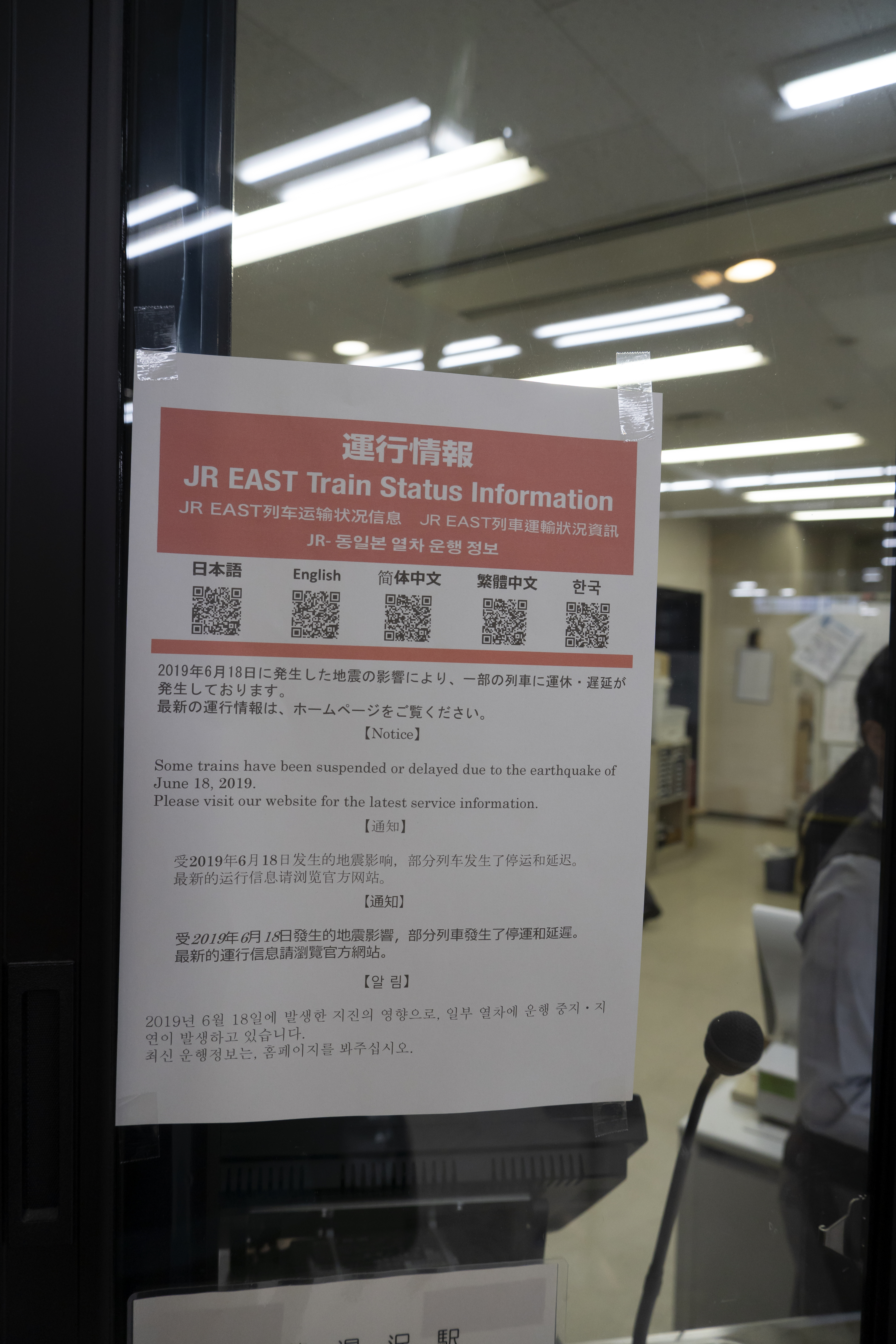
地震次日铁路车站内贴出的信息

### 人员伤亡
截至6月24日10时，地震造成新潟县、石川县、山形县、宫城县共35人受伤（其中9人重伤）。其中，山形县有22人受伤（其中5人重伤），有人在前往避难所的途中摔倒；新潟县有5人受伤，其中2人重伤、3人轻伤；宫城县有5人轻伤；石川县七尾市一名89岁的男性在避难途中摔倒受伤。

### 建筑
鹤冈站前发生了土壤液化现象。地震发生翌日凌晨，铺了砂石的停车场的一部分变成了满是泥的状态。在该停车场停放着的车子被掩埋了半个轮胎，其周围已变成了水洼。

### 交通
山形自动车道和日本海東北自動車道部分路段受地震影响暂时关闭。新潟县村上市境内国道345号线因山体落石而暂时关闭。北陸新幹線东京至高崎段、東北新幹線东京至八户段、上越新幹線东京至新潟段、羽越本线村上至酒田段暂时停駛。

### 电力
受地震影响，山形县和新潟县分别有6051户和3181户电力中断。电力供应在地震发生翌日6时44分全部恢复。